# Tunnel de Mauvages
 (décembre 2020).
Si vous disposez d'ouvrages ou d'articles de référence ou si vous connaissez des sites web de qualité traitant du thème abordé ici, merci de compléter l'article en donnant les références utiles à sa vérifiabilité et en les liant à la section « Notes et références ».
Le tunnel de Mauvages est un tunnel-canal situé sur le canal de la Marne au Rhin Ouest, qui traverse la ligne de partage des eaux entre les bassins de la Seine et de la Meuse. Il relie les villages de Mauvages et Demange-aux-Eaux et constitue le bief de partage séparant les vallées de l'Ornain et de la Meuse. Il mesure 4 877 m, ce qui en fait le second tunnel fluvial français après celui de Riqueval dans l'Aisne.

## Histoire
Le canal de la Marne au Rhin a suscité beaucoup de projets dès la fin du XVIIIe siècle. Il a fallu attendre 1838 pour que soit décidée la réalisation du canal destiné à relier Paris et le Nord de la France à l'Alsace. Deux tracés au moins avaient été étudiés, l’actuel et un second utilisant la vallée de la Barboure, avec une longueur de 5 235 mètres. La solution retenue, plus courte que l’autre, n’avait pas été choisie à l’époque parce que les usines situées sur le tracé actuel à Tréveray, Saint-joire et Evaux auraient été privées de la voie d’eau et par là, d’une "extension apportant la fortune à leur pays". Des problèmes d’alimentation gravitaire semblaient également se poser.
Confiés à l'ingénieur Charles Collignon, futur directeur général du canal, les travaux s'achevèrent en 1853 ; ils coûtèrent à la France près de 80 millions de francs. D'abord destinés aux bateaux de 34,50 m ayant un enfoncement de 1,60 m, les écluses furent portées aux normes Freycinet (38,50 m-1,80 m) entre 1880 et 1883.
Plus de 3 000 personnes furent employées à la construction de l'ouvrage. Le chantier a été engagé sans aucune étude sérieuse du terrain, la carte géologique de France commençant juste à être levée. Le travail a été réalisé en attaquant par 23 puits de 21 à 120 m de profondeur, dont 3 subsistent encore utilisés comme cheminées d'aération. En raison de la présence de nombreuses nappes aquifères (on en compte 4 à certains endroits) 4 puits durent être abandonnés en cours de forage, dont un avait atteint 40,70 m. La construction s'étala de 1841 à 1846.
Dès la mise en service du tunnel, d'importants désordres ont été constatés, en particulier des éboulements dus aux arrivées d'eau. En 1906, la voûte était si critique que la décision fut prise de la reconstruire dans son intégralité (de 1907 à 1925). Un nouvel accident grave se produisit le 29 décembre 1959 avec l'apparition d'une source d'un débit de 200 m3/h qui réussit à perforer le plafond. Une galerie technique afin de canaliser l'eau a été construite pour éviter de nouvelles détériorations. De 1961 à 1965, plusieurs programmes de consolidation de la voûte par pose de cintres métalliques ont été réalisés sur une longueur cumulée de 750 m. Par la suite, différents travaux de renforcement par injection ont eu lieu, dont les derniers se sont terminés en 2001.

## Traversée du tunnel

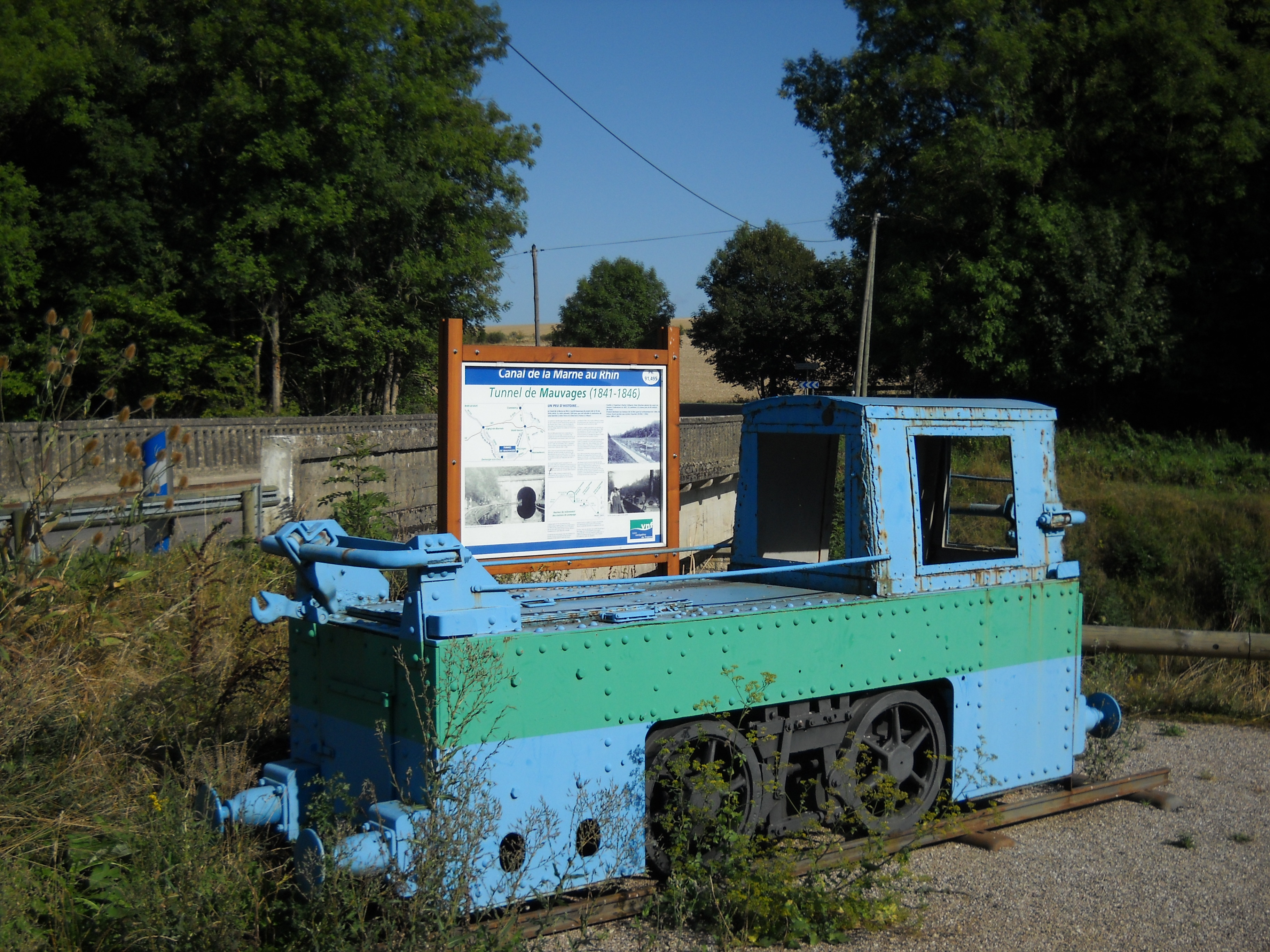
Vestige locotracteur électrique sur rail de Mauvages.

Le toueur à vapeur, permettant aux péniches de franchir le souterrain de Mauvages depuis 1880, fut remplacé en 1933 par un toueur électrique fonctionnant en courant continu 600 V. Le toueur fonctionne sur le principe d'une chaine noyée sur laquelle il se tracte afin d'emmener jusqu'à 10 péniches ; deux passages dans chaque sens sont prévus chaque jour. À l'origine, les charretiers dételaient les chevaux aux entrées et franchissaient la côte par un chemin à travers bois.
Pour haler les péniches, les plus pauvres des mariniers ont employé leur famille qui tirait le bateau à la "bricole", la traction animale resta cependant le moyen le plus fréquemment utilisé. Les chevaux furent ensuite remplacés par des locotracteurs électriques sur rails, mis en service en 1936. Le halage était alors exploité par la Compagnie générale de traction sur les voies navigables, placée sous le contrôle des Ponts et chaussées. De cette époque subsistent encore de nombreux postes électriques et hangars construits en brique au bord de la voie d'eau.
Depuis avril 2013 et la disparition du toueur, un arrêté préfectoral autorise les bateaux à traverser le tunnel par leurs propres moyens, accompagnés d'un agent VNF se déplaçant à vélo à leurs côtés.

## Alimentation en eau
L'alimentation en eau du canal est une problématique majeure jusqu'à sa modernisation en 1876. En fait, l'insuffisance en eau du grand bief de Void alors alimenté par l'Ornain dérivé à Houdelaincourt, a déjà été constaté. On décide alors de pomper l'eau de la Meuse à la hauteur du pont-canal de Troussey, et d'alimenter ainsi le bief jusqu'à l'usine de Vacon. Fonctionnant à l'origine à la vapeur, les pompes sont dorénavant électriques et fonctionnent durant la période estivale principalement de nuit. Ensuite, l'eau est refoulée vers le bief de partage à Mauvages, par l'intermédiaire d'une rigole maçonnée de 7,5 km qui franchit cinq vallées par un système de siphons formés chacun de deux tuyaux accouplés de 1 m de diamètre.

## Caractéristiques de l'ouvrage[2]
- Département : Meuse
- Commune tête est : Mauvages
- Commune tête ouest : Demange-aux-Eaux
- Voie d’eau : Canal de la Marne au Rhin Ouest
- Bief : bief no 1 de partage
- Subdivision territoriale : Bar-le-Duc - Void Exploitation : par système de touage avec caténaires en clé de voûte.
- Point kilométrique tête est : 86,618
- Point kilométrique tête ouest : 91,496
- Tirant d’air garanti : 5,00 m
- Tirant d’eau garanti : 2,60 m
- longueur : 4 877 m
- Largeur au niveau du plan d’eau : 5,30 m
- Dates de construction : de 1841 à 1846
- Rectangle de navigation : largeur = 5,30 m hauteur = 6,40 m
- Hauteur de la voûte : 8,45 m
- Largeur de la voûte : 7,80 m
- Largeur de la banquette : 1,35 m et 0,80 m au niveau du cintre
- Matériaux de la voûte : moellons et béton avec renforts par cintres métalliques sur certaines sections
- Matériaux du radier : Béton
- Matériaux des pieds droits : moellons et béton
- Aération : 27 cheminées dont 23 sont obturées
- Eclairage : à l’avancement, avec des luminaires sodium à basse pression
- X tête est = 837 409,4 (Coordonnées Lambert II carto)
- Y tête est = 2 403 699,0 (Coordonnées Lambert II carto)
- X tête ouest = 832 597,1 (Coordonnées Lambert II carto)
- Y tête ouest = 2 402 754,7 (Coordonnées Lambert II carto)